# Rui Pinto (Leichtathlet)
Rui Filipe Ferreira Pinto (* 18. November 1992 in Felgueiras) ist ein portugiesischer Leichtathlet, der sich auf den Langstreckenlauf spezialisiert hat. Seit 2022 startet er für den Verein Sporting Lissabon.

## Sportliche Laufbahn
Erste internationale Erfahrungen sammelte Rui Pinto im Jahr 2009, als er bei den Jugendweltmeisterschaften in Brixen in 3:53,34 min den neunten Platz im 1500-Meter-Lauf belegte. Anschließend siegte er in 3:57,46 min beim Europäischen Olympischen Jugendfestival (EYOF) in Tampere und wurde im Dezember bei den Crosslauf-Europameisterschaften in Dublin nach 18:57 min Sechster im Juniorenrennen. Im Jahr darauf wurde er bei den Crosslauf-Weltmeisterschaften 2010 in Bydgoszcz in 24:19 min 46. im Juniorenrennen und im Dezember gewann er bei den Crosslauf-Europameisterschaften in Albufeira in 18:09 min die Bronzemedaille im U20-Einzel und sicherte sich in der Teamwertung die Silbermedaille. Bei den Crosslauf-Weltmeisterschaften 2011 in Punta Umbría erreichte er nach 25:01 min den 52. Platz im Juniorenrennen und im Juli belegte er bei den Junioreneuropameisterschaften in Tallinn in 14:11,67 min den vierten Platz im 5000-Meter-Lauf. Im Dezember gelangte er dann bei den Crosslauf-Europameisterschaften in Velenje nach 18:01 min auf den sechsten Platz. Im Jahr darauf wurde er bei den Crosslauf-Europameisterschaften 2011 in Szentendre in 25:34 min 33. im U23-Rennen und 2013 gelangte er bei den U23-Europameisterschaften in Tampere mit 14:35,88 min auf den zwölften Platz über 5000 Meter. Im Dezember lief er dann bei den Crosslauf-EM in Belgrad nach 24:46 min auf dem 28. Platz im U23-Rennen ein. Im Jahr darauf siegte er in 14:11,58 min über 5000 Meter bei den U23-Mittelmeer-Meisterschaften in Aubagne und 2016 wurde er bei den Europameisterschaften in Amsterdam in 1:06:28 h 35. im Halbmarathon. 
Bei den Crosslauf-Europameisterschaften 2017 in Šamorín landete er nach 30:44 min auf dem 16. Platz im Einzelbewerb und im Jahr darauf gelangte er bei den Crosslauf-Europameisterschaften 2018 in Tilburg nach 30:13 min auf den 35. Platz. Bei den Halbmarathon-Weltmeisterschaften 2020 in Gdynia musste er sein Rennen vorzeitig beenden und 2022 wurde er bei den Europameisterschaften in München in 2:15:43 h 20. im Marathonlauf. 2024 klassierte er sich bei den Europameisterschaften in Rom nach 1:04:55 h auf dem 38. Platz im Halbmarathon und bei den Straßenlauf-Europameisterschaften 2025 in Löwen belegte er in 2:11:28 h den achten Platz über die Marathondistanz.
In den Jahren 2014 und 2015 wurde Pinto portugiesischer Meister im 5000-Meter-Lauf sowie 2019 im 10-km-Straßenlauf. Zudem wurde er 2013 Hallenmeister über 3000 Meter. 

## Persönliche Bestleistungen
- 1500 Meter: 3:44,34 min, 24. Juni 2017 in Bilbao
- 3000 Meter: 8:02,98 min, 26. Mai 2018 in Birmingham
  - 3000 Meter (Halle): 8:10,47 min, 13. Februar 2011 in Pombal
- 5000 Meter: 13:46,31 min, 23. Juni 2018 in Loughborough
- 10-km-Straßenlauf: 28:43 min, 9. Februar 2025 in Donostia / San Sebastián
- Halbmarathon: 1:01:52 h, 16. Februar 2025 in Barcelona
- Marathon: 2:11:23 h, 16. April 2023 in Rotterdam